# 김희정 (1992년)
김희정(金希庭, 1992년 4월 16일 ~ )은 대한민국의 배우이다.

## 학력
- 까치울초등학교 (졸업)
- 신월중학교 (졸업)
- 명덕여자고등학교 (졸업)
- 중앙대학교 연극영화학과 (학사)

## 연기 활동

### 드라마
- 2000년 KBS2 주말연속극 《꼭지》 ... 송꼭지 역
- 2001년 KBS2 금요드라마 《부부클리닉 사랑과 전쟁 - 새엄마 편》 (61회, 1월 5일)  ... 민정 역
- 2001년 EBS1 어린이드라마 《우리들의 이야기극장 - 호두과자와 엄마와 나와 가출》 ... 어린 혜림 역
- 2001년 SBS 드라마스페셜 《피아노》 ... 어린 주희 역
- 2001년 SBS 대하사극 《여인천하》 ... 달래 역
- 2001년 MBC 수목미니시리즈《호텔리어》 ... 황수진 역
- 2002년 KBS2 어린이드라마 《매직키드 마수리》 ... 최이슬 역
- 2004년 SBS 대하드라마 《장길산》 ... 이보현 아역
- 2004년 KBS2 단막극 《드라마시티 - 쥐 잡는 날》 ... 임꽃님 역
- 2005년 KBS2 어린이드라마 《마법전사 미르가온》 ... 최이슬 역 (16, 17회 특별출연)
- 2005년 EBS1 어린이역사드라마 《독도 장군 안용복》 ... 현정 역
- 2006년 MBC 주말연속극 《진짜 진짜 좋아해》 ... 수정 역
- 2007년 KBS2 아침드라마 《착한여자 백일홍》 ... 오현명 역
- 2007년 MBC 일일시트콤 《거침없이 하이킥》 164회 ... 민호를 좋아하는 여학생 역
- 2007년 KBS2 단막극 《드라마시티 - 쉘 위 밸리댄스?》 ... 오사랑 역
- 2007년 SBS 대하사극 《왕과 나》 ... 어린 공혜왕후 역
- 2007년 MBC 《뉴하트》 ... 고아원에 있는 아이 역
- 2012년 KBS2 단막극 《KBS 드라마 스페셜 연작 시리즈 - 인생에서 가장 빛나는 시간》 ... 서정 역
- 2013년 MBC 특집극 《세상에서 가장 위대한 일》 ... 자유 역
- 2014년 KBS2 수목드라마 《왕의 얼굴》 ... 폐비 유씨 역
- 2015년 MBC 창사 54주년 특별기획드라마 《화정》 ... 강빈 역
- 2015년 KBS2 월화드라마 《후아유 - 학교 2015》 ... 차송주 역
- 2015년 네이버 TV 웹드라마 《맛있는 연애》 ... 준희 역
- 2016년 SBS 특집드라마 《영주》 ... 영주 역
- 2016년 네이버 TV 웹드라마 《천년째 연애중》 ... 연지 역
- 2017년 넷플릭스 《비정규직 아이돌》
- 2017년 MBC 월화드라마 《역적 : 백성을 훔친 도적》 ... 백견 역
- 2017년 네이버 TV 웹드라마 《썸남》 ... 민아친구 희정 역 (우정출연)
- 2017년 SBS 드라마스페셜 《다시 만난 세계》 ... 남유민 역
- 2018년 SBS 드라마스페셜《리턴》 ... 강영은 역
- 2019년 tvN 수목드라마 《진심이 닿다》 ... 김해영 역
- 2020년 MBC 월화드라마 《저녁 같이 드실래요?》 ... 먹방 BJ 역 (특별출연)
- 2021년 KBS2 월화드라마 《달이 뜨는 강》 ... 타라진 역
- 2022년 iHQ 수목드라마 《스폰서》 ... 박다혜 역
- 2022년 KBS2 수목드라마 《징크스의 연인》 ... 무녀의 후예 역 (특별출연)
- 2023년 KBS1 일일드라마 《우당탕탕 패밀리》 ... 신소라 역
- 2023년 MBN 토요드라마 《니캉내캉》 ... 허영란 역

### 영화
- 1999년 영화 《인정사정 볼 것 없다》
- 2004년 영화 《거미숲》 ... 소녀 역
- 2004년 영화 《귀여워》 ... 병아리 역
- 2008년 영화 《멋진 하루》 ... 소연 역
- 2012년 영화 《나는 공무원이다》 ... 사쿠 역
- 2014년 영화 《세상의 끝》 ... 안예진 역
- 2014년 영화 《사브라》
- 2016년 영화 《한강블루스》 ... 마리아 역
- 2022년 영화 《부기나이트》 ... 경아 역
- 2023년 영화 《라방》 ... 수진 역
- 2023년 영화 《가문의 영광:리턴즈》 ... 연수 역

### 방송
- 《SUPER BIKE》 (2014년, XTM)
- 《내친구와 식샤를 합시다》 (2015년, tvN)
- 《정글의 법칙》 (2015년, SBS)
- 《동상이몽, 괜찮아 괜찮아》 (2016년, SBS)
- 《진짜 사나이 300》 (2018년, MBC)
- 《골 때리는 그녀들》 (2021년, SBS)

### 뮤직비디오
- 2014년 엠파이어 - 그런 애 아니야
- 2016년 식케이 - 랑데뷰

### CF
- 2012년 농심 카프리썬
- 2014년 BBQ (with 류승룡)
- 2015년 배상면주가 R4
- 2015년 LG유플러스 유플러스 LTE
- 2018년 아디다스

## 수상 및 후보
| 연도 | 시상식       | 부문          | 작품            | 결과 |
| ---- | ------------ | ------------- | --------------- | ---- |
| 2002 | KBS 연기대상 | 청소년 연기상 | 매직키드 마수리 | 후보 |